# Colegio Médico del Perú

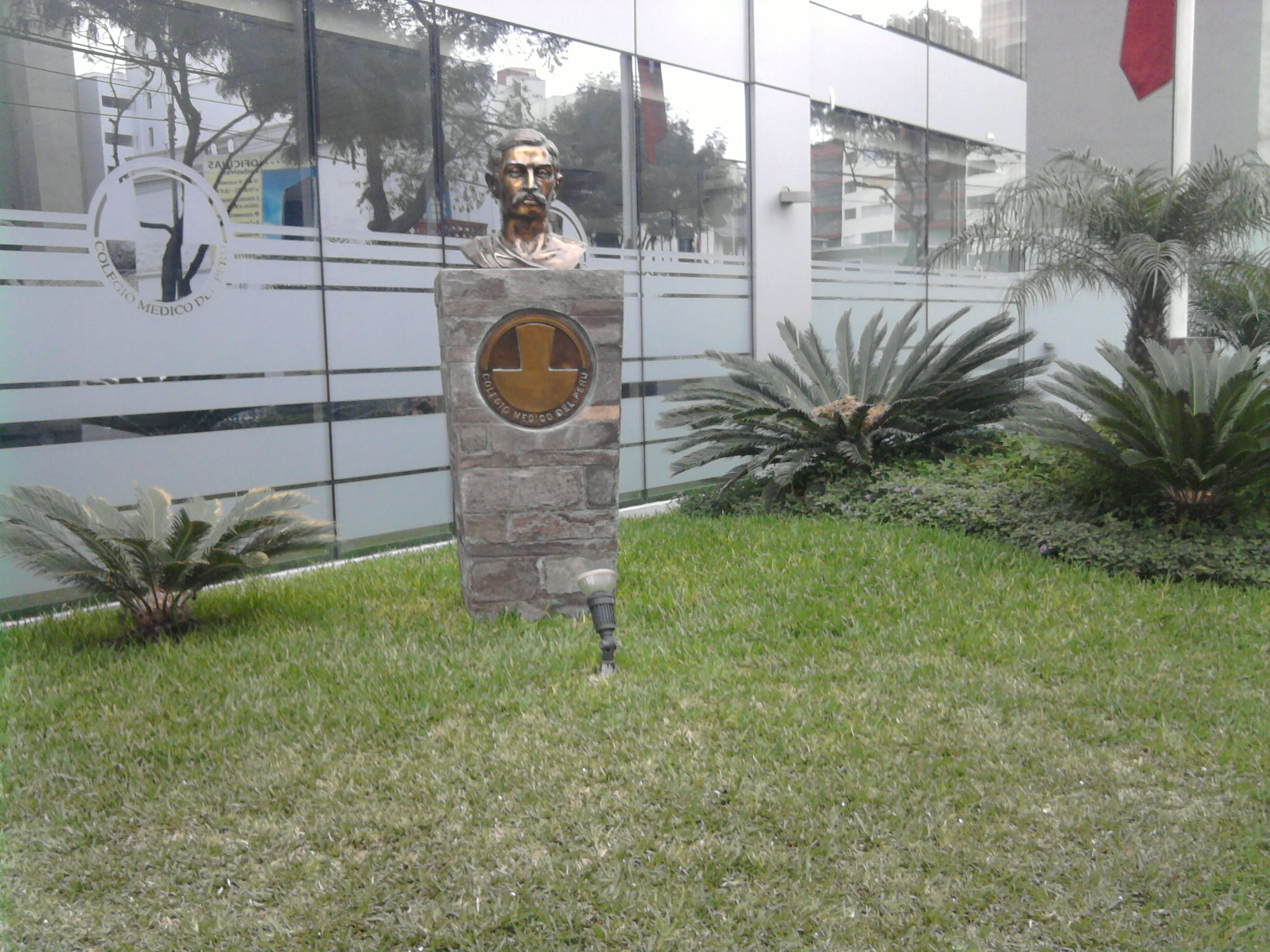
Centro de Convenciones CMP

El Colegio Médico del Perú, CMP, es una entidad gremial creada el 16 de octubre de 1964 por la Ley de la República n.º 15173, y que agrupa a los profesionales peruanos en la rama de la Medicina.

## Historia
Fue creado el 16 de octubre de 1964, mediante Ley n.º 15173, en el primer gobierno del Presidente Fernando Belaúnde; modificada por Decreto Ley n.º 17239 del 29 de noviembre. 
Sin embargo, su funcionamiento recién se hizo realidad luego que la “Comisión Redactora del Estatuto y Reglamento del Colegio Médico del Perú concluyese su labor y se aprobara el primer Estatuto y Reglamento del Colegio Médico del Perú el 1 de julio de 1969 por Decreto Supremo n.º 00101-69-SA y Decreto Supremo n.º 00102-69-SA respectivamente. A continuación se logró la inscripción inmediata de 4 972 médicos en todo el país y se procedió a la primera elección de autoridades. Su primer Consejo Nacional presidido por el primer Decano doctor Jorge de la Flor Valle, se instaló en noviembre de 1969.

## Consejo Nacional
La sede del Consejo Nacional está en la Av. 28 de Julio 776, en el distrito de Miraflores, Lima.
La orden es regida por una directiva o Consejo Nacional que se elige cada tres años. El Consejo Nacional del período 2024-2027 es el siguiente:
| Cargo                                                            | Nombre                                  |
| ---------------------------------------------------------------- | --------------------------------------- |
| Decano Nacional                                                  | Dr. Pedro Antonio Riega López           |
| Vicedecana Nacional                                              | Dra. Virginia Alicia Garaycochea Cannon |
| Secretario General                                               | Dr. Pavel Jaime Contreras Carmona       |
| Secretario de Administración                                     | Dr. William Enrique Guzmán Ortiz        |
| Secretario de Economía y Finanzas                                | Dr. Víctor Ruperto Carrasco Cortez      |
| Secretaria de Formación Ética y Deontológica                     | Dra. Sonia Lucia Indacochea Caceda      |
| Secretario de Desarrollo Profesional y Científico                | Dr. Gustavo Néstor Franco Paredes       |
| Secretaria de Independencia Política en Medicina y Salud Pública | Dra. Magaly Marlitz Blas Blas           |
| Secretario de Bienestar Social                                   | Dr. Benjamín Antauro Lino Rodríguez     |
| Secretaria de Lucha Contra el Ejercicio Ilegal de la Medicina    | Dra. Elizabeth Rosa Rojas Lara          |
| Accesitario 1                                                    | Dr. Roig Abad Aliaga Chávez             |
| Accesitaria 2                                                    | Dra. Jazmine Stephanie Bazán Durand     |

## Decanos
| Decano                              | Periodo       | Reseña |
| ----------------------------------- | ------------- | --- |
| Dr. Pedro Antonio Riega López       | 2024-presente | Médico especializado en Gestión en Salud. Realizó estudios universitarios en la Universidad Nacional Mayor de San Marcos |
| Raúl Urquizo Aréstegui              | 2022-2024     | Médico especializado en pediatría. Realizó estudios universitarios en la Universidad Nacional Federico Villarreal |
| Miguel Palacios Celi                | 2020-2021     | Fue elegido Decano del Colegio Médico del Perú para el periodo 2016-2017 y reelegido para el periodo 2020-2021.. Médico con especialidad en Ginecología y Obstetricia y con más de 30 años de experiencia laboral en el sector salud tanto para el sector público y privado. |
| Liliana Cabani Ravello              | 2018-2019     | |
| Miguel Palacios Celi                | 2016-2017     | |
| Cesár Palomino Colina               | 2014-2015     | |
| Juan Villena Vizcarra               | 2012-2013     | |
| Ciro Maguiña Vargas                 | 2010-2011     | Fue elegido Decano del Colegio Médico del Perú para el periodo 2010-2011. Médico Cirujano especializado en Enfermedades Infecciosas y Tropicales y Dermatología. Es magíster y doctor en Medicina por la Universidad Peruana Cayetano Heredia (UPCH). Se desempeña como médico en el Hospital Cayetano Heredia. Es profesor Honorario de la Facultad de Medicina de la Universidad Privada Antenor Orrego (Trujillo). |
| Julio Castro Gómez (n. 1944)        | 2008-2009     | Médico Cirujano por la UNMSM. Se ha desempeñado como médico en los hospitales Antonio Lorena y de Quillambamba en Cusco. Ha sido diputado en Cusco en el periodo 85-90 y reelegido para el 90-92. Fue elegido congresista de la República para el periodo 1992-1995. Ha sido presidente de la Federación Médica Peruana.                                                                                              |
| Amador Vargas Guerra                | 2006-2007     | |
| Isaías Peñaloza Rodríguez           | 2004-2005     | |
| Álvaro Vidal Rivadeneyra (n. 1942)  | 2002-2003     | Médico graduado de la UNMSM y especializado en gestión de servicios de salud por la Universidad de Barcelona. Fue nombrado Ministro de Salud del Perú por el presidente Alejandro Toledo en junio de 2003. En agosto de 2012 fue nombrado Presidente del Consejo Directivo y Presidente Ejecutivo de EsSalud. |
| Julio Castro Gómez (n. 1944)        | 2000-2001     | |
| Maximiliano Cárdenas Díaz (n. 1951) | 1998-1999     | Médico Cirujano por la UNMSM, Magíster en Medicina y doctor en Filosofía. Se ha desempeñado como médico del Departamento de Cirugía del Hospital Arzobispo Loayza. Ocupó el cargo de director general entre 2001 y 2003. Se desempeña como profesor de la Facultad de Medicina de la UNMSM desde 1980. |
| Franciso Sánchez Moreno             | 1996-1997     | |
| José Neyra Ramírez                  | 1994-1995     | Médico con la especialidad de Dermatología. Fue profesor principal de enfermedades tropicales de la Facultad de Medicina de la UNMSM. Ocupó el cargo de Viceministro de Salud en 1978. |
| Raúl Romero Torres (1928-2004)      | 1992-1993     | Médico cirujano graduado en la UNMSM y con una prolija carrera académica. Ejerció la docencia en Cirugía en la UNMSM y San Martín de Porres. Ha publicado más de 300 artículos científicos en diferentes revistas nacionales y extranjeras. |
| Jorge Rodríguez-Larraín (1924-2018) | 1990-1991     | Se desempeñó como médico en la Clínica Maison de la Santé y en la Sanidad de las Fuerzas Policiales. Fue elegido alcalde de Miraflores para el periodo 1981-1983. |
| Pedro Ortiz Cabanillas (1933-2011)  | 1987-1989     | Médico cirujano con la especialidad de Neurología. Fue profesor principal de Medicina Interna y Neuropsicología en la UNMSM y fundador del Instituto de Ética en Salud de la Facultad de Medicina de la UNMSM. |
| Melitón Arce Rodríguez              | 1984-1986     | |
| José Barsallo Burga                 | 1982-1983     | Médico Ginecólogo graduado en la Universidad de Buenos Aires (UBA), Argentina. Sus habilidades de líder le permitió ocupar cargos en el sector público durante el gobierno aprista: Fue ministro del interior (1987) y presidente del Instituto Peruano de Seguridad Social (IPSS). En el ámbito académico, fue Decano de la facultad de Medicina de la Universidad San Martín y escribió 15 libros.                  |
| Tulio Velásquez Quevedo             | 1980-1981     | |
| Luis Salem Abugattás                | 1978-1979     | |
| Manuel Pizarro Flórez               | 1976-1977     | |
| Waldo Fernández Durand (n. 1942)    | 1974-1975     | Médico cirujano graduado de la UNMSM con una especialización en cardiología en Inglaterra. Sus habilidades de liderazgo le permitió desempeñarse en distintas jefaturas. Fue Director fundador del Instituto Nacional del Corazón de ESSALUD, jefe del servicio y departamento de Cardiología del Hospital Almenara. Profesor Principal de Medicina de la UNMSM.                                                      |
| David Cánepa Chamochumbi            | 1972-1973     | |
| Jorge de la Flor Valle (1918-1991)  | 1970-1971     | Médico cirujano especializado en Radiología. Luego de estudiar un Posgrado en Radiología en EE.U.U, se incorpora como profesor de la cátedra de Radiología en la UNMSM. Sus dotes de liderazgo le permitió ocupar cargos como el de jefe del Departamento de Radiodiagnóstico del Instituto Nacional de Enfermedades Neoplásicas y ocupó dos veces la presidencia de la Sociedad Peruana de Radiología.               |